# Paralelo 76 N
O Paralelo 76N é um paralelo no 76° grau a norte do plano equatorial terrestre.

## Dimensões
Conforme o sistema geodésico WGS 84, no nível de latitude 76° N, um grau de longitude equivale a 27 km; a extensão total do paralelo é portanto 9.726 km, cerca de 24,27 % da extensão do Equador, da qual esse paralelo dista 8.439 km, distando 1.563 km do polo norte.

## Cruzamentos
Começando pelo Meridiano de Greenwich e tomando a direção leste, o paralelo 76° Norte passa sucessivamente por:
| País, território ou área | Notas                                                        |
| ------------------------ | ------------------------------------------------------------ |
| Oceano Ártico            | Mar da Groenlândia Mar de Barents                            |
| Rússia                   | Ilha Severny, no arquipélago de Nova Zembla                  |
| Oceano Ártico            | Mar de Kara, passa pouco ao norte das Ilhas Izvestiy, Rússia |
| Rússia                   | Península de Taimir                                          |
| Oceano Ártico            | Mar de Laptev                                                |
| Rússia                   | Ilha Kotelny Terra de Bunge Ilha Faddeyevsky                 |
| Oceano Ártico            | Mar Siberiano Oriental Mar de Beaufort                       |
| Canadá                   | Ilha Prince Patrick, Territórios do Noroeste                 |
| Canal de Crozier         |                                                              |
| Canadá                   | Ilha Eglinton, Territórios do Noroeste                       |
| Estreito de Kellett      |                                                              |
| Canadá                   | Ilha Melville, Territórios do Noroeste                       |
| Baía Hecla e Griper      |                                                              |
| Canadá                   | Ilha Melville, Nunavut                                       |
| Baía Weatherall          |                                                              |
| Canadá                   | Ilha Melville, Nunavut                                       |
| Canal de Byam Martin     |                                                              |
| Canadá                   | Ilha Massey, Nunavut                                         |
| Canal de Erskine Inlet   |                                                              |
| Canadá                   | Ilha Bathurst, Nunavut - passa pelo Canal May                |
| Canal Queens             |                                                              |
| Canal de Wellington      |                                                              |
| Canadá                   | Ilha de Devon, Nunavut                                       |
| Enseada Jones            |                                                              |
| Canadá                   | Ilha Coburg, Nunavut                                         |
| Baía de Baffin           |                                                              |
| Gronelândia              |                                                              |
| Baía de Baffin           | Melville Bay                                                 |
| Gronelândia              | Ilha principal e ilha de Store Koldewey                      |
| Oceano Ártico            | Mar da Groenlândia                                           |